# Бекство (филм из 1972)
Бекство (енгл. The Getaway) амерички је акциони филм из 1972. у режији Сема Пекинпоа. У главним улогама су Стив Маквин, Али Макгро и Бен Џонсон. Аутор сценарија је Волтер Хил по роману Џима Томпсона, директор фотографије Лусјен Балард, а композитор Квинси Џоунс.
Године 1994. режисер Роџер Доналдсон снимио је истоимени римејк са Алеком Болдвином и Ким Бејсингер у главним улогама.

## Радња
Картер Док Мекој (Стив Маквин) служи казну у затвору у Тексасу због пљачке банке. Након што му је одбијен условни отпуст, тражи од своје супруге Керол (Али Макгро), да контактира извесног Џека Бејнона (Бен Џонсон) и да му каже да је спреман да учини све да изађе.
Бејнон користи своје везе да подмити одбор за условни отпуст. Заузврат, Док мора да опљачка банку са Рудијем (Ал Летијери) и Френком (Бо Хопкинс), који раде за Бејнона. Банка је у власништву Кели (Рој Џенсон), Бејноновог брата, новац је већ делимично украден, а мора да се изврши пљачка да би се овај недостатак сакрио.
Након пљачке, Руди убија Френка, потом намерава да убије и Дока, али он први успева да пуца. Упркос томе што се догодило, Док намерава да се састане са Бејноном како би му дао свој део. Када Бејнон каже Доку да ће Керол остати са њим и да нема намеру да га пусти да живи, Керол улази у собу и убија Бејнона. Док и Керол одлазе у Ел Пасо, да би се неко време "притајили" у хотелу, који угошћује бегунце од закона, пре него што оду у Мексико.
Испоставило се да је Руди преживео, побегавши поготком кроз кључну кост – на себи је имао панцир. Он се инфилтрира у приватну ветеринарску клинику у власништву Харолда (Џек Додсон) и Френ (Сали Стратерс) и узима их за таоце. Након лечења ране, Руди се са њима вози у Ел Пасо, надајући се да ће сустићи Дока и Керол.
Док и Керол ће доћи до Ел Паса возом. Керол оставља торбу с новцем у ормарићу, али се човек који се добровољно јави да јој помогне испостави да је преварант и украде торбу мењајући кључ. Док га јури до станице, па у воз и враћа се са торбом на станицу. Рањени преварант који код себе има један свежањ новчаница, је ухапшен, а сведоци сведоче полицији о догађају. Један од њих препознаје фотографију Мекоја.
Гоњени од стране полиције, након неколико јурњава и пуцњаве, Док и Керол стижу до хотела, где је Руди већ успео да стигне, узимајући обећање од власника, да ће га упозорити ако Мекојеви стигну. У исто време, Кели сазнаје за долазак Дока и Керол и стиже у хотел са тимом наоружаних разбојника. У сукобу који је уследио, Док и Керол успевају да убију скоро све нападаче, укључујући Рудија. Отимају камионет чији им возач (Слим Пикенс) помаже да пређу границу у Мексико. 

## Улоге
| Глумац        | Улога          |
| ------------- | -------------- |
| Стив Маквин   | Док Мекој      |
| Али Макгро    | Керол Мекој    |
| Бен Џонсон    | Џек Бејнон     |
| Сали Страдерс | Френ Клинтон   |
| Ал Летијери   | Руди Батлер    |
| Слим Пикенс   | Каубој         |
| Ричард Брајт  | Лопов          |
| Џек Додсон    | Харолд Клинтон |
| Даб Тејлор    | Лохлин         |
| Бо Хопкинс    | Френк Џексон   |
| Рој Џенсон    | Кели           |
| Џон Брајсон   | Благајник      |